# 鬱陵警察署
鬱陵警察署（ウルルンけいさつしょ）は、慶北地方警察庁所管の警察署である。

## 管轄区域
- 鬱陵郡

## 沿革
- 1946年4月15日 -　第23区警察署発足。
- 1947年1月5日 - 鬱陵警察署に改称。

## 管轄派出所
- 道洞派出所
- 芋洞派出所
- 西面派出所
- 北面派出所